# Knud Jørgensen Urne
Knud Jørgensen Urne til Søgård og Årsmarke (død 14. februar 1543), dansk rigsråd.
Han var søn af ridder Jørgen Urne (død 1480) og Kirsten Krumstrup, og nævnes fra 1503. Blandt hans brødre var domprovst Hans Jørgensen Urne, landsdommer Jørgen Jørgensen Urne, biskop Lage Jørgensen Urne og Johan Jørgensen Urne.
Han skrev sig til Søgård, men efter 1527 at have købt Årsmarke (nu Knuthenborg) af Albrecht Jørgensen fortrinsvis til denne gård. 
Større forleninger synes han ikke at have haft; derimod var han 1523 rigsråd og beseglede som sådan Frederik 1.'s håndfæstning. 
Som broder til en katolsk biskop og svoger til en ærkebisp (Erik Axelsen Valkendorf), har han sikkert hørt til rigsrådets lutherfjendtlige parti, skønt han ellers menes at have haft sympatier for Christian 2.'s sag. Disse sympatier var måske årsag til, at han formentlig kort efter 1527 udtrådte af rådet; men han deltog dog 1534 i den fynske adels hylding af hertug Christian i Hjallese Kirke. Årsmarke blev plyndret af Maribos borgere, og Knud Urne selv fanget i 1535 af grev Christoffers tropper under Bastian von Jessen, men netop på grund af hans sympatier for Christian 2. gik ærkebisp Gustav Trolle i forbøn for ham hos greven.
Siden førte han til sin død i 1543 en tilbagetrukken tilværelse. Før 1503 var han blevet gift med Inger Axelsdatter Valkendorf, en datter af landsdommer på Lolland Axel Valkendorf; som enke boede hun i Svendborg og døde den 23. februar 1555.